# Santa Margarida da Coutada
Santa Margarida da Coutada es una freguesia portuguesa del municipio de Constância, con 58,77 km² de área y 1854 habitantes (2001). Densidad: 31,5 hab/km².
- Datos: Q367900
- Multimedia: Santa Margarida da Coutada / Q367900